# Şebnem Ferah

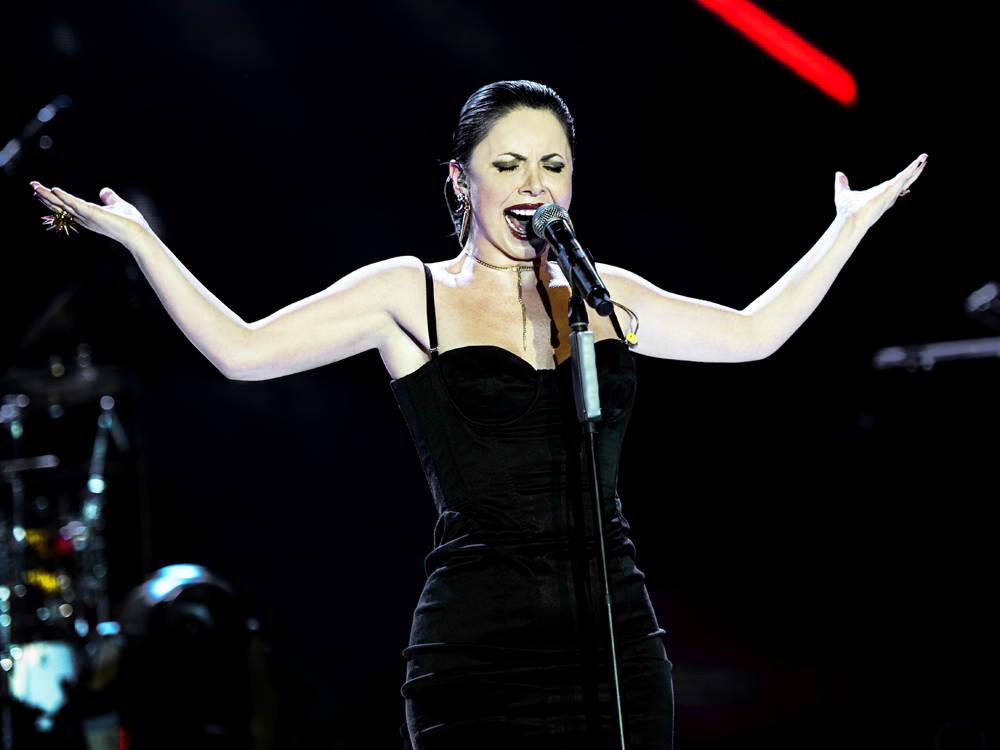
Şebnem Ferah (2012)

Şebnem Ferah (* 12. April 1972 in Yalova) ist eine türkische Rockmusikerin, Songwriterin und Gitarristin, die seit den 1990er Jahren eine bedeutende Rolle in der türkischen Musikszene spielt. Sie wuchs in einer musikalischen Familie auf und entwickelte früh ein Interesse für Musik, insbesondere für Rock. Ihre professionelle Karriere begann mit der Gründung der Mädchenband Volvox während ihrer Studienzeit, bevor sie 1996 mit ihrem Debütalbum Kadın als Solokünstlerin durchstartete. Ferah hat im Laufe ihrer Karriere mehrere erfolgreiche Alben veröffentlicht, die eine Entwicklung von Pop-Rock zu härterem Rock zeigen, und wurde für ihre kraftvollen Live-Auftritte und ihre stimmlichen Fähigkeiten bekannt.

## Frühe Jahre und musikalische Anfänge
Şebnem Ferah wurde 1972 in Yalova geboren. Sie wuchs in einer musikalischen Familie auf, da ihr Vater als Musiklehrer tätig war. Von klein auf erhielt Ferah Unterricht in Solfège und verschiedenen Instrumenten von ihrem Vater. In ihrer Kindheit hörte sie oft die rumelischen Volkslieder ihres Vaters, die er auf Bağlama, Mandoline und Klavier spielte. Ferah besuchte die Grundschule in ihrer Heimatstadt Yalova, bevor sie für ihre weitere Schulbildung nach Bursa zog.
Während ihrer Zeit an der Namık Sözeri High School in Bursa erhielt Ferah ihre erste Gitarre. Sie begann, Akustikgitarre zu lernen und entwickelte ein ernsthaftes Interesse für Musik, insbesondere für Rock. In ihrem zweiten Jahr an der High School mietete Ferah gemeinsam mit Freunden ein Tonstudio und gründete die Band Pegasus. Die Gruppe hatte ihren ersten Bühnenauftritt 1987 bei einem Rockfestival in Bursa. Nachdem sich Pegasus aufgelöst hatte, formierte Ferah 1988 mit vier Freundinnen die Band Volvox.

## Universitätszeit undVolvox
Volvox ist eine Gattung von Grünalgen, die in Süßwasserhabitaten wie Teichen und Tümpeln vorkommt und einen Durchmesser von etwa 0,5 Millimetern erreichen kann. Şebnem Ferah benannte ihre 1988 gegründete Mädchenband Volvox nach diesem Organismus, den sie im Biologieunterricht kennengelernt hatte. Nach dem Abitur begann Ferah ein Wirtschaftsstudium an der Technischen Universität des Nahen Ostens in Ankara. Während dieser Zeit lernte sie ihre spätere Bandkollegin Özlem Tekin kennen, die ebenfalls der Gruppe Volvox beitrat. Da die anderen Bandmitglieder in Istanbul lebten, konnte die Band anderthalb Jahre lang nicht proben. Im zweiten Studienjahr entschied sich Ferah gegen eine Karriere als Ökonomin, brach das Studium ab und zog zurück nach Istanbul. Dort schrieb sie sich für Englische Sprache und Literatur an der Universität Istanbul ein. In den folgenden zwei Jahren trat Ferah mit Volvox in verschiedenen Bars auf, bis sich die Band 1994 auflöste.

## Solokarriere
Şebnem Ferah startete ihre Solokarriere im Jahr 1996 mit der Veröffentlichung ihres Debütalbums Kadın (Frau). Das Album enthielt einige ihrer bekanntesten Songs wie Vazgeçtim Dünyadan (Ich gab die Welt auf) und Yağmurlar (Regen), die von Produzent İskender Paydaş poliert wurden. Drei Jahre nach ihrem Debüt brachte Ferah ihr zweites Album Artık Kısa Cümleler Kuruyorum (Ich bilde jetzt kurze Sätze) heraus, das weniger eingängige Songs enthielt und ihr eine treue Fangemeinde einbrachte. Im Jahr 2001 folgte ihr drittes, eher akustisch geprägtes Album Perdeler (Vorhänge), das mit Ausnahme der Single Sigara (Zigarette) keine großen Hits hervorbrachte. Ihr viertes Album Kelimeler Yetse (Wenn Worte ausreichen würden) erschien 2003 und markierte einen Tiefpunkt in ihrer Karriere, obwohl es die Songs Ben Şarkımı Söylerken (Während ich mein Lied singe) und Mayın Tarlası (Minenfeld) enthielt. 2005 veröffentlichte Ferah ihr fünftes Studioalbum Can Kırıkları (Herzensbrüche), produziert von Tarkan Gözübüyük, das ihre härtere Seite zeigte und ihre bisher verzerrungslastigste Aufnahme war. Im Dezember 2009 folgte ihr sechstes Studioalbum Benim Adım Orman (Mein Name ist Wald), das sowohl langsame Rocksongs wie Bazı Aşklar (Manche Lieben) und Eski (Alt) als auch Hard-Rock-Stücke wie Merhaba (Hallo) und Mahalle (Nachbarschaft) enthielt.
Am 12. April 2018 veröffentlichte sie ihr bis dahin letztes Album Parmak İzi (Fingerabdruck), das den Titelsong Koridor (Korridor) enthält. Ferahs musikalischer Stil variiert von Pop-Rock bis Hard Rock, wobei ihre späteren Alben zunehmend mehr Hard-Rock-Elemente aufweisen. Neben dem Komponieren und Texten aller Songs ihrer Alben singt sie gelegentlich auch Coverversionen von Künstlern mit ähnlichen stimmlichen Qualitäten und Stilen. Ferahs aktuelle Band besteht aus Buket Doran (Bass), Metin Türkcan (Gitarre), Aykan İlkan (Schlagzeug) und Ozan Tügen (Keyboard), die seit ihrem dritten Album Perdeler mit ihr im Studio und auf der Bühne auftreten.

## Live-Auftritte und Konzerte
Şebnem Ferah hat im Laufe ihrer Karriere zahlreiche Live-Auftritte absolviert und Konzerte gegeben. Ihr erstes Solokonzert fand im April 1997 in Izmir statt, was den Beginn ihrer erfolgreichen Konzerttätigkeit markierte. In den folgenden Jahren trat sie regelmäßig in verschiedenen türkischen Städten auf, wobei sie besonders häufig in Istanbul, Ankara und Izmir zu sehen war. Ferahs Konzerte zeichnen sich durch ihre energiegeladenen Performances und ihre Fähigkeit aus, eine Verbindung zum Publikum aufzubauen. Im März 2007 gab sie ein bemerkenswertes Konzert in Istanbul, bei dem sie von einem Symphonieorchester begleitet wurde. Dieses Konzert wurde aufgezeichnet und später als Livealbum und DVD veröffentlicht. Ferahs Live-Auftritte umfassen oft eine Mischung aus ihren bekannten Hits und neueren Stücken, wobei sie zwischen akustischen und härteren Rock-Arrangements wechselt. In den Jahren 2019 und 2020 trat sie in verschiedenen Venues in der Türkei auf, darunter das Jolly Joker Bursa, die İzmir Arena und die Milyon Performance Hall in Ankara. Ihre Konzerte sind bekannt für ihre aufwendigen Bühnenproduktionen und Lichtshows, die die Intensität ihrer Musik unterstreichen. Trotz ihrer langjährigen Karriere zieht Ferah weiterhin ein breites Publikum an, das von langjährigen Fans bis zu jüngeren Generationen reicht. Ihre Konzerte sind oft ausverkauft und werden von Kritikern und Fans gleichermaßen gelobt. In den letzten Jahren hat sie ihre Konzerttätigkeit etwas reduziert, tritt aber weiterhin bei ausgewählten Veranstaltungen und Festivals auf. Ferahs Live-Performances werden oft als kraftvoll und emotional beschrieben, wobei sie ihre stimmlichen Fähigkeiten und ihre Bühnenpräsenz voll zur Geltung bringt. Ihre Konzerte bieten eine Mischung aus Rockenergie und introspektiven Momenten, die die Vielseitigkeit ihrer musikalischen Ausdrucksweise widerspiegeln.

## Auszeichnungen und Anerkennung
Şebnem Ferah hat im Laufe ihrer Karriere zahlreiche Auszeichnungen und Anerkennungen für ihre musikalischen Leistungen erhalten. Bei den PowerTürk Music Awards wurde sie mehrfach geehrt, darunter 2008 für das Beste Konzert und als Beste Sängerin. Im Jahr 2010 erhielt Ferah den ELLE Style Award in der Kategorie Female Music Star of the Year, was ihre Bedeutung in der türkischen Musikszene unterstreicht. Bei den Turkey Youth Awards konnte sie 2015 den Golden Star als beste Sängerin gewinnen. Ihre Anerkennung in der Rockmusik-Szene spiegelt sich in ihrer Nominierung für den Best Rock Artist bei den Golden Palm Awards 2018 wider. Ferah wurde auch mehrfach mit dem prestigeträchtigen Kral Türkiye Müzik Award ausgezeichnet, unter anderem 1997 für das Beste Musikvideo und in den Jahren 2000, 2004 und 2006 als Beste Rockmusikerin. Ihre anhaltende Relevanz und Beliebtheit zeigt sich darin, dass sie 2019 zum 17. Mal als Beste Sängerin bei den Stars of the Year Awards der Yildiz Technical University geehrt wurde.
Diese Auszeichnungen unterstreichen Ferahs Status als eine der führenden Figuren in der türkischen Rockmusik. Ihre Anerkennung erstreckt sich über mehrere Jahrzehnte und verschiedene Aspekte ihrer Arbeit, von ihrer Gesangsleistung bis hin zu ihrer visuellen Präsentation in Musikvideos. Die Vielfalt der Preise, die sie erhalten hat, zeugt von ihrer breiten Akzeptanz sowohl in der Musikindustrie als auch beim Publikum. Ferahs kontinuierliche Auszeichnungen über die Jahre hinweg belegen ihre Fähigkeit, sich musikalisch weiterzuentwickeln und gleichzeitig relevant zu bleiben. Die Anerkennung durch verschiedene Institutionen und Preisverleihungen unterstreicht ihre Bedeutung als Künstlerin, die sowohl kritischen als auch kommerziellen Erfolg erreicht hat.

## Diskografie

### Alben
- 1996: Kadın
- 1999: Artık Kısa Cümleler Kuruyorum
- 2001: Perdeler
- 2003: Kelimeler Yetse
- 2005: Can Kırıkları
- 2009: Benim Adım Orman
- 2013: Od
- 2018: Parmak İzi

### Live-Alben
- 2007: 10 Mart 2007 İstanbul Konseri

### Singles
| - 1996: Vazgeçtim Dünyadan - 1997: Yağmurlar - 1997: Bu Aşk Fazla Sana - 1997: İnsanca Yaşamak (als Teil des Chors) - 1998: Fırtına - 1998: O Dünyada - 1998: Sarı Kurdelem Sarı (mit Müzeyyen Senar) - 1998: Gel Ey Seher (mit Polad Bülbüloğlu) - 1999: Bugün - 2000: Değirmenler - 2000: Artık Kısa Cümleler Kuruyorum - 2000: İki Yabancı (mit Teoman) - 2001: Perdeler - 2001: Sil Baştan - 2002: Sigara - 2003: Ben Şarkımı Söylerken - 2003: Gözlerimin Etrafındaki Çizgiler - 2004: Mayın Tarlası - 2005: Can Kırıkları - 2005: Çakıl Taşları - 2005: Gönülçelen - 2006: Hoşçakal | - 2007: Ünzile - 2007: Sil Baştan (Live) - 2008: Masum Değiliz - 2009: Yalnız - 2010: Eski - 2010: İki Yol (mit Karapaks) - 2010: I Want To Break Free (mit Gökcan Sanlıman) - 2011: Özgürce Yaşa (mit Hayko Cepkin & Badem) - 2011: Erkekler Ağlamaz (mit Nilüfer) - 2012: Sevmeden Geçer Zaman (mit Redd) - 2013: Birileri Var - 2014: Hep Karanlık (mit İskender Paydaş) - 2014: Sözlerimi Geri Alamam (mit Ozan Doğulu) - 2014: İnce Buz Üstünde Yürüyorum (mit Cem Adrian) - 2015: Ya Hep Ya Hiç - 2015: Şemsiyenin Altında - 2016: Dilektaşı (mit Metin Türkcan) - 2017: 3 Yağmur Tanesi (mit Tahribad-ı İsyan) - 2017: Anatolia (mit Pentagram) - 2018: Küllerinden - 2019: Koridor - 2020: Aşktan Nasıl Gidilir |

Quelle:

### Gastauftritte
| - 1994: Hareket Vakti (von Umay Umay – Hintergrundstimme) - 1996: Aşk Her Şeyi Affeder Mi (von Özlem Tekin – Hintergrundstimme) - 1996: Gel Bu Yaz (von Özlem Tekin – Hintergrundstimme) - 1996: Gidişin Olmasa (von Çelik – Hintergrundstimme) - 1996: Yolculuk Rüzgara (von Tüzmen – Hintergrundstimme) - 1996: Son Rüya (von Tüzmen – Hintergrundstimme) - 1996: Seni Yerler (von Sezen Aksu – Hintergrundstimme) - 1996: Kıvıramazsın (von Göksel – Hintergrundstimme) - 1997: Değişir Dünya (von Nilüfer – Hintergrundstimme) - 1997: Sessiz Eller (von Teoman – Hintergrundstimme) - 1997: Her Gün Aradıysam (von Teoman – Hintergrundstimme) - 1997: Yarın Olmaz (von Teoman – Hintergrundstimme) - 1997: Dağ Gibiyim (von Sertab Erener – Hintergrundstimme) | - 1997: Yüz Yüzeyim (von Sertab Erener – Hintergrundstimme) - 1997: Aaa!... (von Sertab Erener – Hintergrundstimme) - 1997: Aşka Yalan Dedirtmem (von Yaşar Gaga – Hintergrundstimme) - 1997: Anlasana (von Haluk Levent – Hintergrundstimme) - 1997: Zeytinden Aşımısın (von Haluk Levent – Hintergrundstimme) - 1998: Kalamış Parkı (von Kargo – Hintergrundstimme) - 1998: Utanır Ömrüm (von Yonca Evcimik – Hintergrundstimme) - 2000: Ölmek Yaşarken (von Demir Demirkan – Hintergrundstimme) - 2003: Aşktan Ne Haber? (von Sezen Aksu – Hintergrundstimme) - 2004: En Güzel Hikayem (von Teoman – Hintergrundstimme) - 2004: Yardım Et (von Mor ve Ötesi – Hintergrundstimme) - 2006: Küçük Sevgilim (von Mor ve Ötesi – Hintergrundstimme) - 2006: Bir Ben (von Ogün Sanlısoy – Hintergrundstimme) |

## Auszeichnungen
- 1997: Kral Türkiye Müzik Award in der Kategorie Bestes Musikvideo (für Vazgeçtim Dünyadan)
- 2000: Kral Türkiye Müzik Award in der Kategorie Beste Rockmusikerin
- 2004: Kral Türkiye Müzik Award in der Kategorie Beste Rockmusikerin
- 2006: Kral Türkiye Müzik Award in der Kategorie Beste Rockmusikerin
- 2012: Kral Türkiye Müzik Award in der Kategorie Bestes Duett (für Erkekler Ağlamaz)